# جین امدال
جن آمداهل (انگلیسی: Gene Amdahl؛ زاده ۱۶ نوامبر ۱۹۲۲ - ۱۵ نوامبر ۲۰۱۵) معمار کامپیوتر و کارآفرین حیطه فناوری‌های پیشرفته اهل ایالات متحده آمریکا بود و بخش بزرگی از شهرت او حاصل تلاش‌هایش در توسعه مین‌فریم‌ها یا بزرگ‌رایانه های شرکت آی‌بی‌ام و قانون امدال است.